# أبراموفكا (مقاطعة فورونيج)
أبراموفكا (بالروسية: Абрамовка) هي مدينة في مقاطعة فورونيج أوبلاست في روسيا.